# منطقه ختایی
ختایی (به لاتین: Xətai) یک منطقه مسکونی در جمهوری آذربایجان است که در حومه باکو واقع شده است.

## نگارخانه

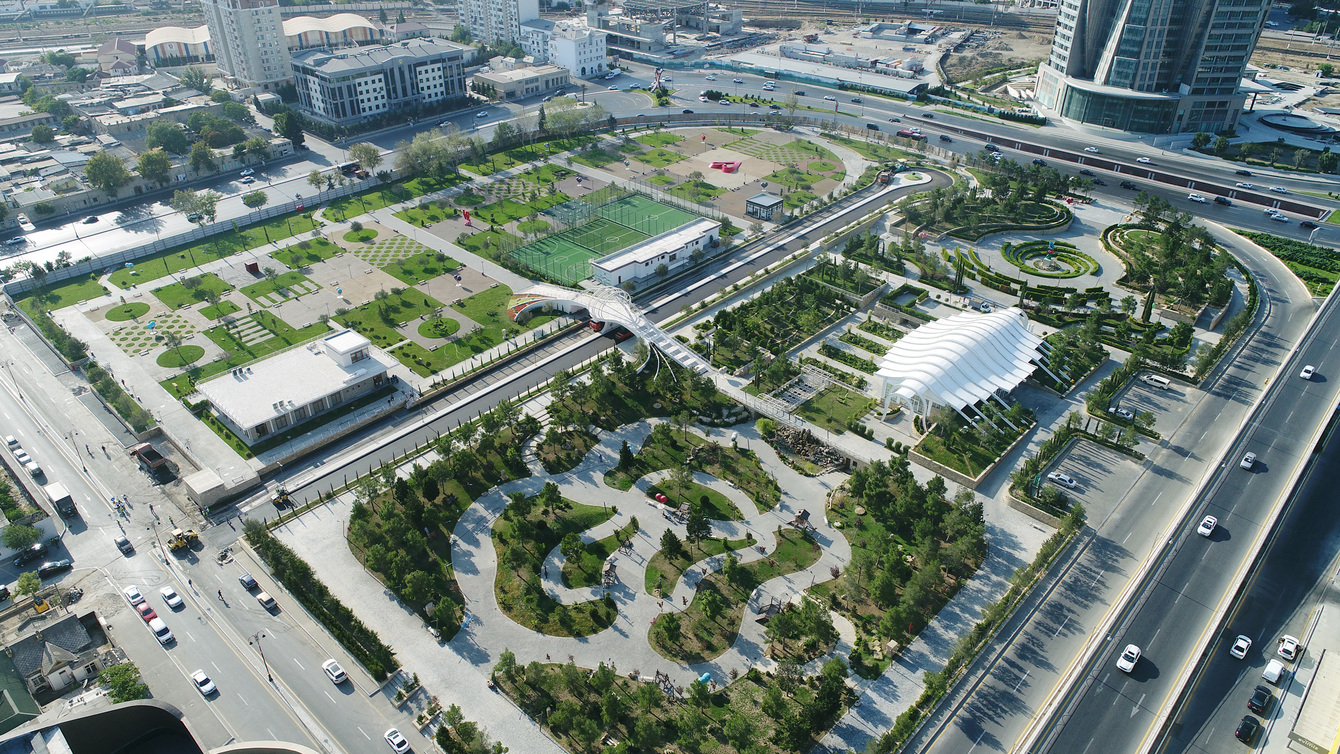
مجموعه ورزشی و تفریحی در منطقه ختایی
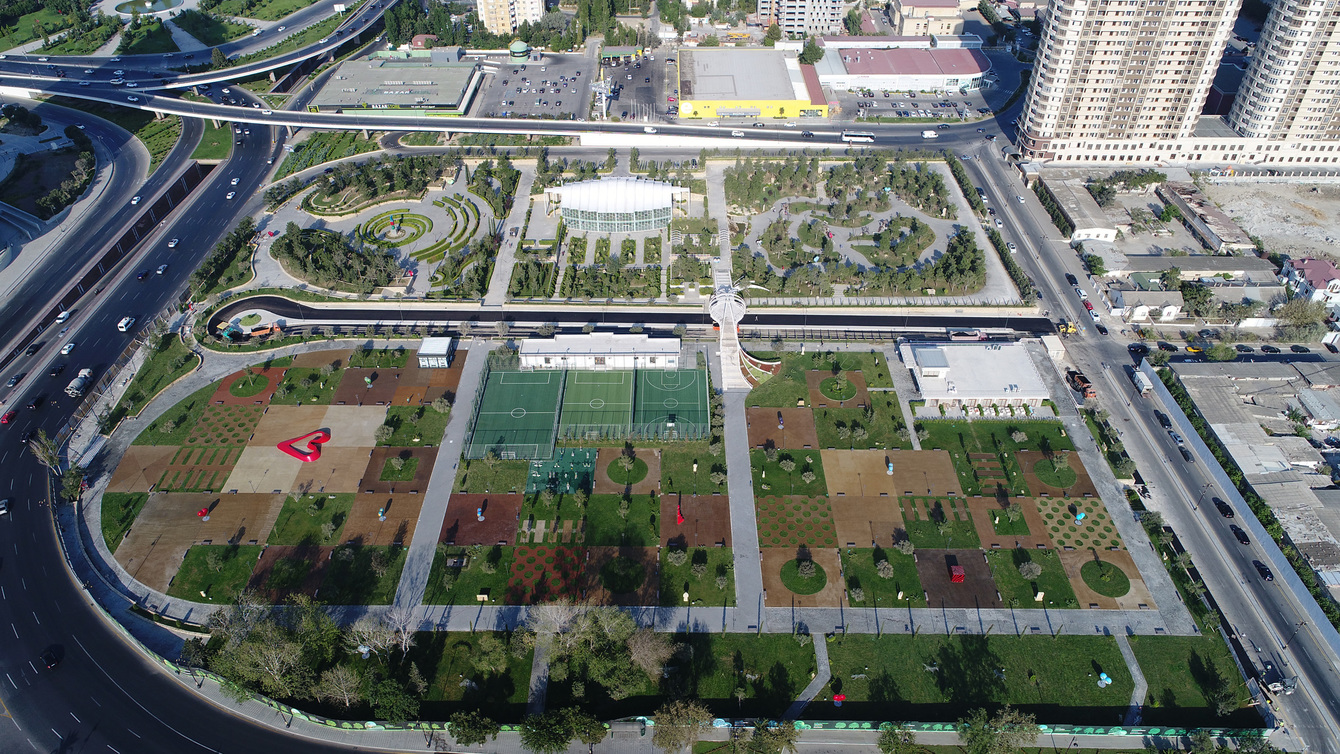
یک پارک در منطقه ختایی